# Jihotyrolský zemský sněm
Jihotyrolský zemský sněm (německy Südtiroler Landtag, italsky Consiglio della Provincia autonoma di Bolzano, ladinsky Cunsëi dla Provinzia autonoma de Bulsan) je legislativním orgánem autonomní provincie Jižní Tyrolsko na severu Itálie.

## Fungování sněmu
Zemský sněm se volí přímou volbou na pět let. Volby vyhlašuje guvernér Jižního Tyrolska. Poslední hlasování se konalo v říjnu 2018. V čele sněmu stojí předsednictvo složené z předsedy, dvou místopředsedů a tří tajemníků. V první půli volebního období zastává funkci předsedy zástupce německého obyvatelstva, v druhé půli italského. Místopředsedové vždy patří do jiných jazykových skupin než předseda. Zemský sněm volí guvernéra i členy zemské vlády.

## Zemská vláda
Aktuální složení:
| Portfej           | Člen vlády               | Strana | Kompetence                                                                           |
| ----------------- | ------------------------ | ------ | ------------------------------------------------------------------------------------ |
| Guvernér          | Arno Kompatscher         | SVP    | vnější vztahy, Evropa, obce, finance, IT, univerzita, výzkum a inovace, muzea, sport |
| 1. viceguvernérka | Waltraud Deeg            | SVP    | sociální péče, bytová výstavba, záležitosti rodin a seniorů                          |
| 2. viceguvernér   | Giuliano Vettorato       | Liga   | italské školství a kultura, energetika, životní prostředí                            |
| 3. viceguvernér   | Daniel Alfreider         | SVP    | ladinské školství a kultura, dopravní síť, mobilita                                  |
| Ministr           | Philipp Achammer         | SVP    | německé školství a kultura, průmysl, řemesla, obchod a služby, práce, integrace      |
| Ministr           | Massimo Bessone          | Liga   | stavebnictví, technické služby, majetek, pozemková kniha a katastr                   |
| Ministr           | Arnold Schuler           | SVP    | zemědělství, lesnictví, turismus, občanská ochrana                                   |
| Ministryně        | Maria Hochgruber Kuenzer | SVP    | veřejná údržba, ochrana krajiny, ochrana památníků                                   |
| Ministr           | Thomas Widmann           | SVP    | zdravotnictví, digitální infrastruktura, družstevnictví                              |

## Složení
| Strana | Strana                              | Ideologie              | Jazyk   | Volby 2023 | Volby 2023 |
| Strana | Strana                              | Ideologie              | Jazyk   | Hlasy      | Mandáty    |
| ------ | ----------------------------------- | ---------------------- | ------- | ---------- | ---------- |
|        | Jihotyrolská lidová strana          | Křesťanská demokracie  | DEU/LAD | 34,5%      | 13/35      |
|        | Team Köllensperger                  | Sociální liberalismus  | ⬤       | 11,1%      | 4/35       |
|        | Jihotyrolská svoboda                | Separatismus           | DEU     | 10,9%      | 4/35       |
|        | Zelení                              | Zelená politika        | ⬤       | 9,1%       | 3/35       |
|        | Bratři Itálie                       | Národní konzervatismus | IT      | 6,0%       | 2/35       |
|        | Kandidátka Jürgena Wirtha Anderlana | Separatismus           | DEU     | 5,9%       | 2/35       |
|        | Die Freiheitlichen                  | Separatismus           | DEU     | 4,9%       | 2/35       |
|        | Demokratická strana                 | Sociální demokracie    | IT      | 3,5%       | 1/35       |
|        | Za Jižní Tyrolsko s Widmannem       | Křesťanská demokracie  | DEU     | 3,4%       | 1/35       |
|        | Liga–Společně za Jižní Tyrolsko     | Pravicový populismus   | IT      | 3,0%       | 1/35       |
|        | La Civica                           | Liberalismus           | IT      | 2,6%       | 1/35       |
|        | Vita                                | Anti-establishment     | ⬤       | 2,6%       | 1/35       |